# كورت ديفيس
كورت ديفيس (بالإنجليزية: Curt Davis)‏ هو لاعب كرة قاعدة أمريكي، ولد في 7 سبتمبر 1903 في غرينفيلد في الولايات المتحدة، وتوفي في 12 نوفمبر 1965 في كوفينا في الولايات المتحدة.

## وصلات خارجية
- كورت ديفيس على موقع دوري كرة القاعدة الرئيسي (الإنجليزية)
- كورت ديفيس على موقعبيزبول رفرنس.كوم (الدوري الرئيسي) (الإنجليزية)
- كورت ديفيس على موقعبيزبول رفرنس.كوم (الدوري الثانوي) (الإنجليزية)